# ریچارد مدن
ریچارد مدن (انگلیسی: Richard Madden؛ زادهٔ ۱۸ ژوئن ۱۹۸۶) بازیگر اسکاتلندی است. او در الدرزلی در نزدیکی گلاسگو به دنیا آمد و بزرگ شد. مدن اولین بار در ۱۱ سالگی برای یک نقش انتخاب شد و اولین نقش‌آفرینی او بر روی پردهٔ سینما در سال ۲۰۰۰ بود. سپس هنگام تحصیل در کنسرواتوار سلطنتی اسکاتلند نقش‌آفرینی بر روی صحنه را آغاز کرد. او در سال ۲۰۰۷ با کمپانی شکسپیرز گلوب نقش رومئو از نمایش رومئو و ژولیت را به روی صحنه برد و در سال ۲۰۱۶ آن را در وست اند تکرار کرد. مدن از سال ۲۰۱۱ تا ۲۰۱۳ با بازی در نقش راب استارک در مجموعهٔ درام فانتزی بازی تاج‌وتخت به شهرت رسید.
بعد از اتمام حضور در بازی تاج‌وتخت، مدن نقش پرینس کیت را در فیلم فانتزی عاشقانهٔ سیندرلا (۲۰۱۵) و بانک‌دار ایتالیایی کوزیمو د مدیچی را در فصل اول مجموعهٔ تخیلی تاریخی مدیچی (۲۰۱۶) ایفا کرد. او در سال ۲۰۱۸ برای عملکردش در نقش یک افسر پلیس در مجموعهٔ تریلر محافظ شخصی تحسین شد و برایش یک جایزهٔ گلدن گلوب دریافت کرد. مدن سال بعد علاوه بر بازی در نقش مدیر موسیقی جان رید در فیلم زندگی‌نامه‌ای راکت‌من و یک سرباز در فیلم جنگی حماسی ۱۹۱۷، از سوی مجلهٔ تایم به‌عنوان یکی از ۱۰۰ شخص تاثیرگذارِ جهان انتخاب شد. او نقش ایکاریس را در فیلم ابرقهرمانی جاودانگان (۲۰۲۱) ساختهٔ دنیای سینمایی مارول ایفا کرده‌است.

## زندگی و حرفه

### اوایل زندگی و شروع فعالیت (۱۹۸۶–۲۰۱۰)
ریچارد مدن ۱۸ ژوئن ۱۹۸۶ در روستای الدرزلی در نزدیکی گلاسگو به دنیا آمد. او دو خواهر دارد. مادرش معلم دبستان است و پدرش به‌عنوان آتش‌نشان مشغول به کار بود. مدن در ۱۱ سالگی به تئاتر جوانان پیس پیوست تا بر خجالت و کم‌رویی خود غلبه کند. او در همان سن برای اولین نقش خود در یک فیلم اقتباسی از رمان همدستی نوشتهٔ یان بنکس انتخاب شد که در سال ۲۰۰۰ منتشر شد. بعداً نقش اصلی سباستین را در مجموعهٔ تلویزیونی کودکانهٔ بارمی آنت بومرنگ بازی کرد که از ۱۹۹۹ تا ۲۰۰۰ پخش شد. مدن علاوه بر خجالتی بودن، در کودکی با ضعف‌های بدنی نیز دست و پنجه نرم می‌کرد. او بعداً گفت که در زندگی و به ویژه در دوران دبیرستان، قلدری را نیز تجربه کرده و آن را به نقش خود در فیلم همدستی نسبت داد.
مدن در کنسرواتوار سلطنتی اسکاتلند، سابقاً با نام آکادمی سلطنتی موسیقی و درام اسکاتلند، در گلاسکو به تحصیل پرداخت و در سال ۲۰۰۷ فارغ‌التحصیل شد. او در طول تحصیل با د آرچز و کمپانی گلاسکو رپرتوری مشغول به فعالیت بود. او همچنین با نمایش تام فول نوشتهٔ فرانتس کساور کروتس در تئاتر سیتیزینس به روی صحنه رفت.

## زندگی شخصی
او از سال ۲۰۱۱ تا ۲۰۱۵ با جنا کولمن، بازیگر انگلیسی، رابطه داشت. او مدتی با الی بمبر بازیگر و مدل در رابطه بود. او هم‌اکنون در لس آنجلس زندگی می‌کند.
هنگامی که در مورد زندگی شخصی خود در طی مصاحبه‌ای در مورد نیویورک به دنبال حدس و گمان در مورد روابط و جنسیت او سؤال شد، مدن اظهار داشت: "من فقط زندگی شخصی خود را شخصی نگه می‌دارم.
در ژوئیه ۲۰۱۹، وی دکترای افتخاری درام را از آلما از هنرستان سلطنتی اسکاتلند دریافت کرد.

## فیلم‌شناسی
| سال  | عنوان          | نقش         | منبع   |
| ---- | -------------- | ----------- | ------ |
| ۲۰۰۰ | شرکت در جرم    | اندی        |        |
| ۲۰۱۰ | اتاق گفتگو     | ریپلی       |        |
| ۲۰۱۱ | رهگذر          | الیوت       | [ ۱۵ ] |
| ۲۰۱۳ | یک قول         | فریدریش     | [ ۱۶ ] |
| ۲۰۱۵ | سیندرلا        | شاهزاده کیت |        |
| ۲۰۱۵ | گروه بی        | شن هانتر    | [ ۱۷ ] |
| ۲۰۱۶ | جشن ملی فرانسه | مایکل میسون |        |
| ۲۰۱۸ | ایبیزا         | لئو وست     |        |
| ۲۰۱۸ | بادیگارد       | دیوید باد   |        |
| ۲۰۱۹ | راکت‌من         | جان رید     |        |
| ۲۰۱۹ | ۱۹۱۷           | ستوان بلیک  |        |
| ۲۰۲۱ | اترنالز        | ایکاریس     |        |
| ۲۰۲۴ | گرمای کشنده    | لئو و الیاس |        |